# Route nationale 139
Pour les articles homonymes, voir Route 139.
La route nationale 139, ou RN 139, était une route nationale française reliant La Rochelle à Périgueux. C'était une liaison transversale entre la côte atlantique et la Dordogne.
À la suite de la réforme de 1972, elle a été déclassée en route départementale 939 (RD 939) dans les départements de la Charente-Maritime, de la Charente et de la Dordogne.

## Ancien tracé

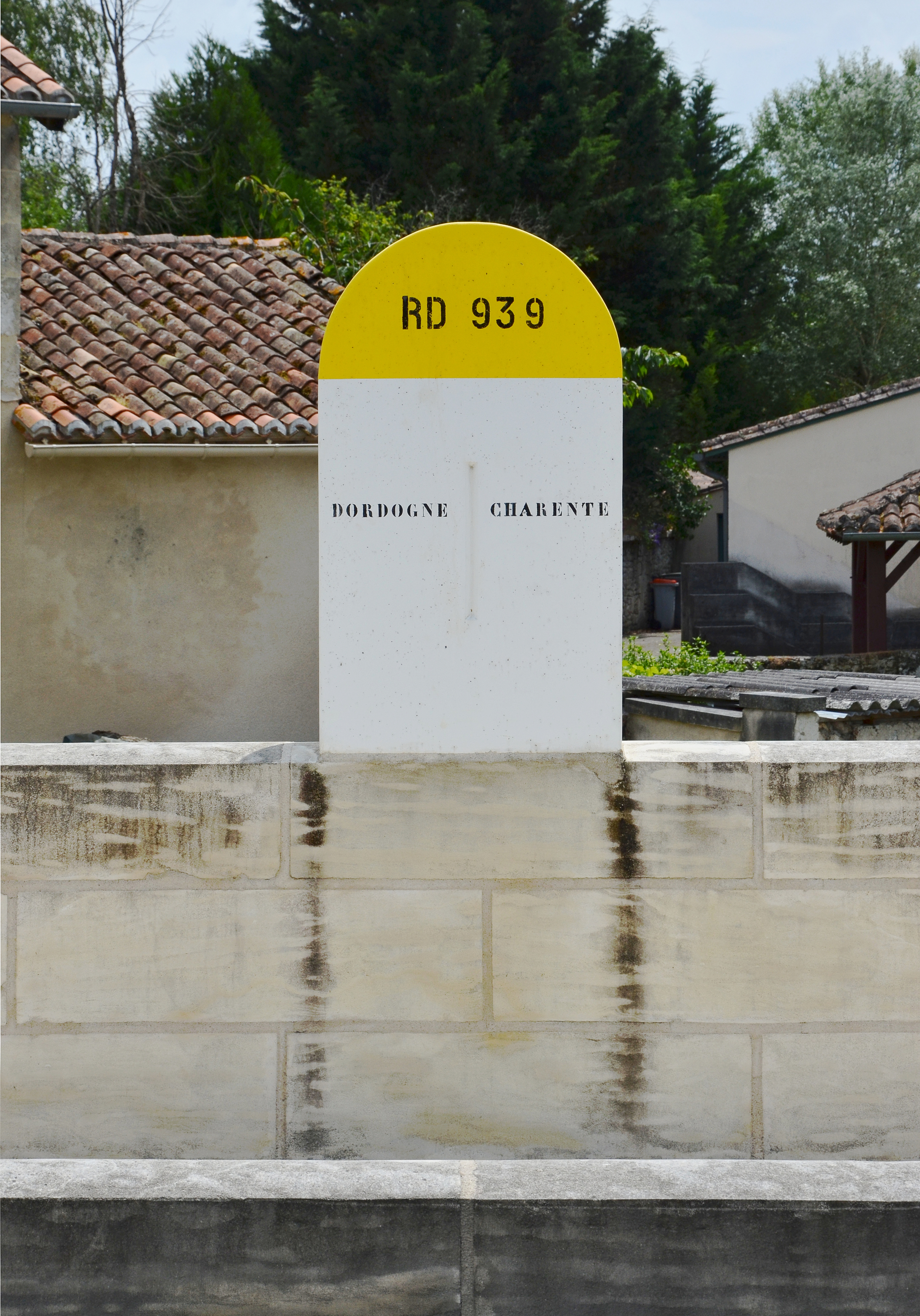
La borne matérialisant la limite départementale entre Charente et Dordogne au pont sur la Nizonne, entre Édon et La Rochebeaucourt-et-Argentine, en 2014.

Elle correspondait à l'itinéraire suivant, totalisant 214 km :
- La Rochelle (km 0)
- Aytré (km 1)
- La Jarne (km 3)
- Croix-Chapeau (km 10)
- Surgères (km 30)
- Landes (km 49)
- Saint-Jean-d'Angély (km 57)
- Saint-Julien-de-l'Escap (km 61)
- Blanzac-lès-Matha (km 74)
- Matha (km 76)
- Siecq (km 87)
- Sonneville (km 92)
- Rouillac (km 99)
- Saint-Cybardeaux (km 102)
- Saint-Genis-d'Hiersac (km 107)
- Angoulême (km 126)
- Soyaux (km 130)
- Dignac (km 142)
- Gardes-le-Pontaroux (km 147)
- La Rochebeaucourt-et-Argentine (km 155)
- Mareuil (km 164)
- Vieux-Mareuil (km 169)
- Brantôme (km 183)
- Château-l'Évêque (km 198)
- Chancelade (km 200)
- Périgueux (km 211)

## Jusqu'en 2006
Le numéro 139 a été réutilisé pour désigner la liaison de dix kilomètres entre la sortie 39 (Sigean) de l'autoroute A9 et Port-la-Nouvelle, autrefois numérotée route nationale 9c. Depuis 2006, cette route se nomme RD 6139.